# 茶尺蠖
茶尺蠖（Ectropis obliqua）是埃尺蛾属的一种昆虫，是茶树的主要害虫之一，与另一种侵害茶树的灰茶尺蠖为近亲，多见于中国江苏、浙江、安徽，其天敌为三突花蛛，病原体天敌为茶尺蠖核型多角体病毒，后者也可以用来研发杀虫剂灭杀茶尺蠖。